# Freier Kreisel
Als freier Kreisel wird ein symmetrischer, meist sehr schnell rotierender Kreisel bezeichnet, der kräftefrei aufgehängt ist und auf den daher keine äußeren Drehmomente wirken.
Aufgrund der Kreiselgesetze (Kreiselstabilität bzw. Drehimpulserhaltung) trachtet er, die Ausrichtung seiner Drehachse im Raum beizubehalten. Sie kann lediglich durch geringe Unwucht oder Reibung etwas aus der ursprünglichen Lage auswandern (siehe Kreiseldrift).
Demgegenüber ist ein gefesselter Kreisel in einer Raumrichtung stabilisiert und weicht bei einer auslenkenden Kraft senkrecht zu dieser aus (siehe Präzession).
Gegen reine Translationen verhalten sich freie und gefesselte Kreisel wie ein Festkörper.

## Technische Anwendungen
Die technische Bedeutung freier Kreisel liegt vor allem in der Fähigkeit, räumliche Richtungen zu bewahren. Deshalb verwendet man sie u. a. in der Steuerungstechnik und in der Navigation, etwa
- für die Steuerung von Raketen und Raketenstarts
- als 3D-Kreiselplattformen für die Ausrichtung von Satelliten und Raumsonden
- als Kurskreisel in der Luftfahrt
- für die räumliche Orientierung von Trägheitsnavigationssystemen.